# Humilladero (kommunhuvudort)
Humilladero är en kommunhuvudort i Spanien.   Den ligger i provinsen Provincia de Málaga och regionen Andalusien, i den södra delen av landet, 400 km söder om huvudstaden Madrid. Humilladero ligger 448 meter över havet och antalet invånare är 2 843.
Terrängen runt Humilladero är huvudsakligen platt, men norrut är den kuperad. Runt Humilladero är det ganska glesbefolkat, med 50 invånare per kvadratkilometer. Närmaste större samhälle är Antequera, 16,4 km sydost om Humilladero. Trakten runt Humilladero består till största delen av jordbruksmark.